# Zuid-Georgisch alkstormvogeltje
Het Zuid-Georgisch alkstormvogeltje (Pelecanoides georgicus) is een vogel uit de familie van de Procellariidae.

## Kenmerken
Hij is wit aan de onderzijde en donker aan de bovenzijde. Zijn snavel is breed aan de basis en loopt in een curve naar de punt toe. Zijn poten zijn blauw. De lichaamslengte bedraagt 18 tot 22 cm, de spanwijdte 32 cm en het gewicht 90 tot 150 gram.

## Leefwijze
Het voedsel bestaat uit kreeftachtigen zoals krill en vlokreeften, maar ook kleine vissen en pijlinktvissen.

## Voortplanting
Deze vogel nestelt in holen of spleten in puinhellingen, of tussen het gras. Het vrouwtje legt één ei dat gedurende 44 tot 52 dagen bebroed wordt. Na 43 tot 60 dagen is de jonge vogel zelfstandig.

## Verspreiding en leefgebied
Er zijn twee ondersoorten:
- P. g. georgicus Murphy & Harper, 1916: broedt op Zuid-Georgia en de Zuidelijke Sandwicheilanden, de Prins Edwardeilanden, de Crozeteilanden, de Kerguelen en de Heard en McDonaldeilanden.
- P. g. whenuahouensis Fischer, JH, Debski, Miskelly, Bost, Fromant, Tennyson, Tessler, Cole, Hiscock, Taylor, G & Wittmer, 2018:  In Nieuw-Zeeland op Codfisheiland. Op grond van morfologische verschillen is voorgesteld deze populatie te beschouwen als aparte soort. Volgens de IUCN is deze soort ernstig bedreigd.[3]

Na het broedseizoen verspreiden de zeevogels zich over de omringende oceanen. Ze zijn al eens gespot op de Falklandeilanden en in Australië.

## Bedreiging
Op sommige eilanden gaan zuidpooljagers, katten, ratten en weka's aan de haal met kuikens en eieren. De vogel werd uitgeroeid op Auckland door zeeleeuwen die hun holen vernielden. Ook vee en schapen vernielen soms hun holen.

## Status
De grootte van de populatie is in 2004 geschat op 12 miljoen volwassen vogels. Op de Rode lijst van de IUCN heeft deze soort de status niet bedreigd.